# Margherita di Baviera-Landshut
Margherita di Baviera-Landshut (Amberg, 7 novembre 1456 – Heidelberg, 25 gennaio 1501) fu una principessa bavarese e del Palatinato.

## Biografia
Era figlia di Ludovico IX di Baviera e la Principessa Amalia di Sassonia, figlia dell'Elettore Federico II di Sassonia.
Venne data in sposa a Amberg nel 1474 a Filippo del Palatinato.
Diede al marito quattordici figli:
- Ludovico (Heidelberg, 2 luglio 1478-Heidelberg, 16 marzo 1544), principe elettore del Palatinato;
- Filippo (Heidelberg, 5 luglio 1480-Frisinga, 5 gennaio 1541), vescovo di Frisinga e Naumburg;
- Ruperto (Heidelberg, 14 maggio 1481-Landshut, 20 agosto 1504), vescovo di Frisinga;
- Federico (Neustadt, 9 dicembre 1482-Alzey, 26 febbraio 1556), principe Elettore del Palatinato;
- Elisabetta (Heidelberg, 16 novembre 1483-Baden-Baden, 24 giugno 1522), sposò Guglielmo II d'Assia-Marburg e Filippo I di Baden;
- Giorgio (Heidelberg, 10 febbraio 1486-Bruchsal, 27 settembre 1529), vescovo di Spira;
- Enrico (Heidelberg, 15 febbraio 1487-Ladenburg, 3 gennaio 1552), vescovo di Utrecht, Frisinga e Worms;
- Giovanni (Heidelberg, 7 maggio 1488-Ratisbona, 3 febbraio 1538);
- Amalia (Heidelberg, 25 luglio 1490-Alt-Stettin, 6 gennaio 1524), sposò Giorgio I di Pomerania;
- Barbara (Heidelberg, 28 agosto 1491-Heidelberg, 15 agosto 1505);
- Elena (Heidelberg, 9 febbraio 1493-Schwerin, 4 agosto 1524), sposò Enrico V di Meclemburgo-Schwerin;
- Wolfgang (Heidelberg, 31 ottobre 1494-Neumarkt, 2 aprile 1558), principe di Neumarkt, Stadthalter e Oberpfalz;
- Otto Enrico (6 maggio 1496-31 maggio 1496);
- Caterina (Heidelberg, 14 ottobre 1490-Kloster Neuburg, 16 gennaio 1526), badessa a Neuburg.

## Ascendenza
|                                    |                            |                                    | Genitori                         |  |  | Nonni |  |  | Bisnonni                        |  |  | Trisnonni                 |  |
|                                    |                            |                                    |                                  |  |  |       |  |  | 8. Federico di Baviera-Landshut |  |  | 16. Stefano II di Baviera |  |
|                                    |                            |                                    |                                  |  |  |       |  |  | 8. Federico di Baviera-Landshut |  |  | 16. Stefano II di Baviera |  |
|                                    |                            | 17. Isabella d'Aragona             |                                  |  |  |       |  |  | 8. Federico di Baviera-Landshut |  |  |                           |  |
| 4. Enrico XVI di Baviera-Landshut  |                            |                                    |                                  |  |  |       |  |  | 8. Federico di Baviera-Landshut |  |  |                           |  |
|                                    |                            | 9. Maddalena Visconti              | 18. Bernabò Visconti             |  |  |       |  |  |                                 |  |  |                           |  |
|                                    |                            | 9. Maddalena Visconti              | 18. Bernabò Visconti             |  |  |       |  |  |                                 |  |  |                           |  |
|                                    |                            | 9. Maddalena Visconti              | 19. Regina della Scala           |  |  |       |  |  |                                 |  |  |                           |  |
| 2. Ludovico IX di Baviera-Landshut |                            | 9. Maddalena Visconti              |                                  |  |  |       |  |  |                                 |  |  |                           |  |
|                                    |                            | 10. Alberto IV d'Asburgo           | 20. Alberto III d'Asburgo        |  |  |       |  |  |                                 |  |  |                           |  |
|                                    |                            | 10. Alberto IV d'Asburgo           | 20. Alberto III d'Asburgo        |  |  |       |  |  |                                 |  |  |                           |  |
|                                    |                            | 10. Alberto IV d'Asburgo           | 21. Beatrice di Norimberga       |  |  |       |  |  |                                 |  |  |                           |  |
| 5. Margherita d'Asburgo            |                            | 10. Alberto IV d'Asburgo           |                                  |  |  |       |  |  |                                 |  |  |                           |  |
|                                    |                            | 11. Giovanna di Baviera-Straubing  | 22. Alberto I di Baviera         |  |  |       |  |  |                                 |  |  |                           |  |
|                                    |                            | 11. Giovanna di Baviera-Straubing  | 22. Alberto I di Baviera         |  |  |       |  |  |                                 |  |  |                           |  |
|                                    |                            | 11. Giovanna di Baviera-Straubing  | 23. Margherita di Brieg          |  |  |       |  |  |                                 |  |  |                           |  |
| 1. Margherita di Baviera-Landshut  |                            | 11. Giovanna di Baviera-Straubing  |                                  |  |  |       |  |  |                                 |  |  |                           |  |
|                                    | 12. Federico I di Sassonia | 24. Federico III di Meißen         |                                  |  |  |       |  |  |                                 |  |  |                           |  |
|                                    | 12. Federico I di Sassonia | 24. Federico III di Meißen         |                                  |  |  |       |  |  |                                 |  |  |                           |  |
|                                    | 12. Federico I di Sassonia | 25. Caterina di Henneberg          |                                  |  |  |       |  |  |                                 |  |  |                           |  |
| 6. Federico II di Sassonia         | 12. Federico I di Sassonia |                                    |                                  |  |  |       |  |  |                                 |  |  |                           |  |
|                                    |                            | 13. Caterina di Brunswick-Lüneburg | 26. Enrico di Brunswick-Lüneburg |  |  |       |  |  |                                 |  |  |                           |  |
|                                    |                            | 13. Caterina di Brunswick-Lüneburg | 26. Enrico di Brunswick-Lüneburg |  |  |       |  |  |                                 |  |  |                           |  |
|                                    |                            | 13. Caterina di Brunswick-Lüneburg | 27. Sofia di Pomerania           |  |  |       |  |  |                                 |  |  |                           |  |
| 3. Amalia di Sassonia              |                            | 13. Caterina di Brunswick-Lüneburg |                                  |  |  |       |  |  |                                 |  |  |                           |  |
|                                    |                            | 14. Ernesto I d'Asburgo            | 28. Leopoldo III d'Asburgo       |  |  |       |  |  |                                 |  |  |                           |  |
|                                    |                            | 14. Ernesto I d'Asburgo            | 28. Leopoldo III d'Asburgo       |  |  |       |  |  |                                 |  |  |                           |  |
|                                    |                            | 14. Ernesto I d'Asburgo            | 29. Verde Visconti               |  |  |       |  |  |                                 |  |  |                           |  |
| 7. Margherita d'Austria            |                            | 14. Ernesto I d'Asburgo            |                                  |  |  |       |  |  |                                 |  |  |                           |  |
|                                    |                            | 15. Cimburga di Masovia            | 30. Siemowit IV di Masovia       |  |  |       |  |  |                                 |  |  |                           |  |
|                                    |                            | 15. Cimburga di Masovia            | 30. Siemowit IV di Masovia       |  |  |       |  |  |                                 |  |  |                           |  |
|                                    |                            | 15. Cimburga di Masovia            | 31. Alessandra di Lituania       |  |  |       |  |  |                                 |  |  |                           |  |
|                                    |                            | 15. Cimburga di Masovia            |                                  |  |  |       |  |  |                                 |  |  |                           |  |